# 3621 Curtis
För andra betydelser, se Curtis (olika betydelser).
3621 Curtis eller 1981 SQ1 är en asteroid i huvudbältet som upptäcktes den 26 september 1981 av den amerikanske astronomen Norman G. Thomas vid Anderson Mesa Station. Den har fått sitt namn efter Curtis R. Carbutt.
Asteroiden har en diameter på ungefär 15 kilometer och den tillhör asteroidgruppen Themis.